# 魚魯愚鈔
魚魯愚鈔（ぎょろぐしょう）は、除目に関する申文や大間書などの資料や『清涼記』・『西宮記』などの除目関係記事を集成した有職故実書。著者は太政大臣洞院公賢。全8巻及び別巻にあたる『魚魯愚別録』全8巻からなる。なお、古くは江戸時代の平田職忠の著作とされてきた（『国書総目録』説）が、時野谷滋や細谷勘資の研究によって洞院公賢の著作と結論付けられた。
平安時代の承和5年（838年）から南北朝時代の貞和3年（正平2年/1347年）までの記録が採録されている。公賢の死去は延文5年（正平15年/1360年）であること、実弟で猶子となった洞院実守が奥書に公賢「老後」の著書であると記していることから、貞和3年以降の13年間のうちに書かれたと推定されている。
本編は、第一・二は蔵人（上下）、第三-六は外記（甲乙丙丁）、第七は外記蔵人方随召文書、第八は雑々任人諸例となっており、先例と実務関連記事の引用を行い、別巻では関連儀式についての記述が行われている。大きく分けて、原本に近いと考えられる系統（内閣文庫・平安博物館所蔵本など）と、洞院実守書写と伝えられるが一部に脱落と錯簡が見られる系統（尊経閣文庫所蔵本など）が存在する。